# Open ASPTT Martinique
L'Open ASPTT Martinique è un torneo femminile di tennis. Fondato nel 2013, si gioca annualmente sul cemento dell'ASPTT Martinique di Fort-de-France. Attualmente il torneo fa parte dell'ITF Women's Circuit.

## Albo d'oro

### Singolare
| Anno        | Campionessa      | Finalista        | Punteggio |
| ----------- | ---------------- | ---------------- | --------- |
| 2014        | Irina Ramialison | Sherazad Benamar | 6–4, 6–2  |
| 2013        | Sonja Molnar     | Sherazad Benamar | 6–2, 6–0  |
| ↑ ITF 10K ↑ |                  |                  |           |

### Doppio
| Anno        | Campionesse                   | Finaliste                                 | Punteggio |
| ----------- | ----------------------------- | ----------------------------------------- | --------- |
| 2014        | Manon Peral Camilla Rosatello | Rosalie van der Hoek Akvilė Paražinskaitė | 6–4, 6–4  |
| 2013        | Indy De Vroome Denise Starr   | Sherazad Benamar Brandy Mina              | 6–4, 6–3  |
| ↑ ITF 10K ↑ |                               |                                           |           |